# Barranco Adentro
Barranco Adentro ist ein Corregimiento des Bezirks Changuinola in der Provinz Bocas del Toro in Panama. Bei der Volkszählung im Jahr 2023 hatte es 4871 Einwohner. Das Corregimiento erstreckt sich über eine Fläche von 20,0 km².
Das Corregimiento wurde durch Gesetz Nr. 172 vom 19. Oktober 2020 geschaffen.

## Orte
Im Corregimiento Barranco Adentro befinden sich folgende Orte:
- Alto Nance
- Bajo Nance
- Barranco Adentro
- Barranco Medio
- Barriada 14 de Abril
- Barriada Cable 90
- Boinvota
- Finca 45 Adentro
- Las Palmitas
- Santa Clara